# Србобран (община)
Србобран (серб. Србобран) — община в Сербии, входит в Южно-Бачский округ.
Население общины составляет 17 017 человек (2007 год), плотность населения составляет 60 чел./км². Занимаемая площадь — 284 км², из них 92,6 % используется в промышленных целях.
Административный центр общины — город Србобран. Община Србобран состоит из 3 населённых пунктов, средняя площадь населённого пункта — 94.7 км².

## Статистика населения общины
| Год  | Население, чел. |
| ---- | --------------- |
| 1991 | 19 066          |
| 2001 | 17 885          |
| 2002 | 17 809          |
| 2003 | 17 666          |
| 2004 | 17 508          |
| 2005 | 17 326          |
| 2006 | 17 168          |
| 2007 | 17 017          |